# Liste des Premiers ministres du Mozambique
Liste des Premiers ministres mozambicains depuis l'indépendance en 1974–1975.

## Liste
| N°                                                 | Portrait                    | Titulaire (Naissance-mort)               | Mandat            | Mandat            | Mandat                     | Parti politique | Parti politique | Président de la République       |
| N°                                                 | Portrait                    | Titulaire (Naissance-mort)               | Début             | Fin               | Durée                      | Parti politique | Parti politique | Président de la République       |
| -------------------------------------------------- | --------------------------- | ---------------------------------------- | ----------------- | ----------------- | -------------------------- | --------------- | --------------- | -------------------------------- |
| Mozambique portugais (1974-1975)                   |                             |                                          |                   |                   |                            |                 |                 |                                  |
| –                                                  | Samora Machel               | Joaquim Chissano (né en 1939)            | 20 septembre 1974 | 25 juin 1975      | 9 mois                     |                 | FRELIMO         | Aucun                            |
| République populaire du Mozambique (1975-1990)     |                             |                                          |                   |                   |                            |                 |                 |                                  |
| Fonction abolie du 25 juin 1975 au 17 juillet 1986 |                             |                                          |                   |                   |                            |                 |                 |                                  |
| 1                                                  | Mário Machungo              | Mário Machungo (1940-2020)               | 17 juillet 1986   | 1er décembre 1990 | 4 ans, 4 mois et 14 jours  |                 | FRELIMO         | Joaquim Chissano                 |
| République du Mozambique (depuis 1990)             |                             |                                          |                   |                   |                            |                 |                 |                                  |
| (1)                                                | Mário Machungo              | Mário Machungo (1940-2020)               | 1er décembre 1990 | 16 décembre 1994  | 4 ans et 15 jours          |                 | FRELIMO         | Joaquim Chissano                 |
| 2                                                  | Pascoal Mocumbi             | Pascoal Mocumbi (1941-2023)              | 16 décembre 1994  | 17 février 2004   | 9 ans, 2 mois et 1 jour    |                 | FRELIMO         | Joaquim Chissano                 |
| 3                                                  | Luísa Diogo                 | Luísa Diogo (née en 1958)                | 17 février 2004   | 16 janvier 2010   | 5 ans, 10 mois et 30 jours |                 | FRELIMO         | Joaquim Chissano Armando Guebuza |
| 4                                                  | Aires Ali                   | Aires Ali (né en 1955)                   | 16 janvier 2010   | 8 octobre 2012    | 2 ans, 8 mois et 22 jours  |                 | FRELIMO         | Armando Guebuza                  |
| 5                                                  | Alberto Vaquina             | Alberto Vaquina (né en 1961)             | 8 octobre 2012    | 19 janvier 2015   | 2 ans, 3 mois et 11 jours  |                 | FRELIMO         | Armando Guebuza                  |
| 6                                                  | Carlos Agostinho do Rosário | Carlos Agostinho do Rosário (né en 1954) | 19 janvier 2015   | 3 mars 2022       | 7 ans, 1 mois et 12 jours  |                 | FRELIMO         | Filipe Nyusi                     |
| 7                                                  | Adriano Maleiane            | Adriano Maleiane (né en 1949)            | 3 mars 2022       | 15 janvier 2025   | 2 ans, 10 mois et 12 jours |                 | FRELIMO         | Filipe Nyusi                     |
| 8                                                  | Maria Benvinda Levi         | Maria Benvinda Levi (né en 1969)         | 15 janvier 2025   | en cours          | 1 mois et 15 jours         |                 | FRELIMO         | Daniel Chapo                     |